# Simon Olsen (Politiker, 1879)
Sivert Gustav Simon Olsen (* 6. Juli 1879 in Sisimiut; † 24. Juli 1936 ebenda) war ein grönländischer Katechet und Landesrat.

## Leben
Simon Olsen war der Sohn des Jägers Jørgen Ole Tønnes Jokum Olsen (1852–?) und seiner Frau Kirstine Bodil Benedikta Absalonsen (1854–?). Zu seinen Brüdern gehörte Seth Eli Johan Olsen, der ebenfalls Mitglied des Landesrats war. Simon Olsen heiratete am 17. Oktober 1909 in Itilleq in erster Ehe Rakab Jonasine Ane Bek (1885–1920). Nach dem Tod seiner ersten Frau im Kindbett heiratete Simon Olsen am 26. Dezember 1921 in Sisimiut die Witwe Juliane Mette Maria Absalonsen, geb. Fabriciusen (1876–1922), die jedoch bereits etwa zwei Wochen später auf dem Rückweg aus Qerrortusoq ums Leben kam. Ihre Leiche wurde erst im folgenden Herbst eingefroren entdeckt und bestattet. Simon Olsen heiratete schließlich in dritter Ehe am 6. September 1925 in Sisimiut die Witwe Jakobine Mette Rosa Olsen, geb. Lennert (1894–?).
Simon Olsen war als Katechet und Fischer tätig und saß in der Legislaturperiode von 1923 bis 1926 in Sydgrønlands Landsråd. Er starb 1936 im Alter von 57 Jahren. Sein Sohn Jørgen C. F. Olsen (1916–1985) saß später etwa ein Vierteljahrhundert durchgehend im Landesrat. Über seine älteste Tochter war er zudem der Großvater von Moses Olsen (1938–2008).